# Dragon Ball Z: Budokai 3
Dragon Ball Z: Budokai 3 es un videojuegos de lucha de 2004 para PlayStation 2 desarrollado por Dimps y distribuido por Atari. Es el último juego de la serie Budokai. El juego incluye siete modos de juego y nuevas características como la habilidad de teletransportarse, chocar ataques y una renovación en los combos de los personajes. Además incorpora unos gráficos Cell-Shaded de mayor calidad, y los combates se desarrollaban a una velocidad pasmosa, incluso puedes editar tus personajes para hacerlos más fuertes.
Este juego te ofrece una gran dinámica en lo que consta la jugabilidad, gráficos y modo de juego. Además esta gran entrega te ofrece la habilidad de desbloquear muchos más personajes como Broly, Bardock, Cooler, Goku, Vegeta SSJ4 además te ofrece la habilidad de fusionar personajes mostrados en la serie de manga y anime.
El juego fue lanzado en Estados Unidos para la consola de PlayStation 2 el 16 de noviembre de 2004, posiblemente el 17 de noviembre de ese año en México, el 26 de noviembre en Australia, el 3 de diciembre de 2004 en Europa. Dos meses después, Japón le dio su último lanzamiento el 10 de febrero de 2005.
Ocho años después, el videojuego fue lanzado conocido como Dragon Ball Z Budokai HD Collection y esta es una recopilación que fue lanzada el 6 de noviembre de 2012 en América del Norte y está disponible para las consolas PlayStation 3, Xbox 360 con los dos juegos remasterizados en alta definición a 720p y soporte para logros y trofeos.

## Gráficas
Budokai 3 funciona sobre el mismo motor gráfico que su antecesor, Budokai 2, que se modificó para dar más protagonismo al cell shading con respecto a lo que se vio en el primer título de la saga. Los cambios gráficos a nivel técnico existen pero son mínimos y las mejoras más bien están centradas en añadir o pulir detalles o en perfeccionar algunas facetas con respecto a lo visto anteriormente como los personajes, escenarios y secuencias.
Encontraremos que los escenarios a nivel visual tienen ahora más elementos y además, más protagonismo en el apartado jugable debido a su interactividad. En algunas localizaciones podremos lanzar al rival contra las rocas, contra la espalda de un dinosaurio o planeando a ras de mar, lo cual veremos mediante una secuencia automática al dar el golpe adecuado en el momento justo. Más adelante comentaremos todos los escenarios disponibles, pero ahora añadimos que quizá se han quedado cortos.

## Modos

### Dragon Rush
Cuando cargas el Hipermodo pegas al rival fuerte mandándolo lejos y se activa el ataque,le haces un combo de puñetazos y patadas en 3 partes acabando en una patada en la tripa o en lanzar andadas de rayos al rival en el suelo, lanzarle una bomba de energía en el aire o lanzarle rayos al rival,también se puede esquivar en la primera parte esquivando y dándole una patada, segunda choque de fuerzas, tercera te lanza al suelo y esquivas su patada.

### Universo Dragón
El Universo Dragón es el modo principal de Budokai 3. Se trata de un modo historia que sigue fielmente las evoluciones de Dragon Ball Z y comprende desde la llegada de Raditz a la tierra hasta la conclusión de la misma con la marcha de Goku y Uub en el tomo 42. El Universo Dragón se ha fragmentado en personajes y dependiendo de a quien elijamos nos enfrentaremos a unos u otros enemigos, siempre manteniendo la coherencia con la obra de Toriyama.
Los personajes que tendremos disponibles en este modo son Goku, Gohan niño, Gohan adolescente, Gohan adulto, Piccolo, Vegeta, Krilin, Tenshinhan, Yamcha, Uub y Broly. Cada uno recorrerá la historia de Dragon Ball Z viviendo las batallas en las que estuvo presente. Por ejemplo, si elegimos a Goku prácticamente nos enfrentaremos a todo el mundo -es que no se perdía ni una-.
Siguiendo el orden cronológico de la serie: Raditz, Nappa, Vegeta, Recoome, Ginyu o Freezer serán los primeros rivales, para después continuar con la saga androides. Si por el contrario elegimos a otro personaje, por ejemplo Gohan niño, empezaremos enfrentándonos a Piccolo que nos estará entrando, después a un Saibaiman, posteriormente a Nappa, Vegeta, Recoome, Ginyu y Freezer en sus primeras transformaciones.

## Localizaciones y escenarios
En el escenario están fielmente trasladados lugares, objetos o situaciones que se irán produciendo a lo largo del juego. Por ejemplo, en Namek encontramos las cápsulas de transporte de las Fuerzas Especiales, la nave de Freezer, la casa del Gran Anciano y diversos poblados namekianos más. En cambio en la tierra veremos como en cada momento del juego aparecen unos u otros elementos; las casas de Goku, del abuelo Gohan o la Kame House, Satan City, el pabellón del Gran Torneo de las Artes Marciales, el ring del Juego de Cell, la atalaya de Kami sama, West City, la máquina del tiempo de Trunks, la base de la Red Ribbon en el polo norte o la nave de Babidi enterrada.
En este modo hay que tener en cuenta que si queremos completar el juego al 100%, debemos buscar y rebuscar en todos los rincones del mapeado para hallar situaciones donde obtener cápsulas. Muchos personajes secretos como Cooler, Broly o Bardock se encuentran escondidos de esta forma en el nivel de dificultad muy difícil y si nos limitamos únicamente a ir tras los puntos rojos y cubrir el expediente, los perderemos.

## Personajes jugables
- Son Goku (Base, Kaio Ken, Súper Saiyajin, Súper Saiyajin 2, Súper Saiyajin 3, Súper Saiyajin 4)
- Son Goku (Niño)
- Son Gohan (Niño) (Base, Potencial Desbloqueado)
- Son Gohan (Joven) (Base, Súper Saiyajin, Súper Saiyajin 2)
- Son Gohan (Adolescente) (Base, Súper Saiyajin, Súper Saiyajin 2, Estado Místico)
- Gran Saiyaman
- Son Goten (Base, Súper Saiyajin)
- Vegeta (Base, Súper Saiyajin, Súper Vegeta, Súper Saiyajin 2, Majin Vegeta, Súper Saiyajin 4)
- Trunks (Base, Súper Saiyajin, Súper trunks)
- Trunks (Niño) (Base, Súper Saiyajin)
- Gogeta (Base, Súper Saiyajin)
- Veku
- Gotenks (Base, Súper Saiyajin, Súper Saiyajin 3)
- Vegetto (Base, Súper Saiyajin)
- Piccolo (Base, Fusión con Nail, Fusión con Kami)
- Krilin (Base, Potencial Desbloqueado)
- Yamcha
- Tenshinhan
- Uub (Niño)
- Videl
- Mr. Satán (Base, Potencial Desbloqueado)
- Kaiō Shin del Este (Base, Kibitoshin)
- Raditz
- Nappa
- Saibaiman
- Ginyu
- Recoome
- Freezer (1ª Forma, 2ª Forma, 3ª Forma, Forma Final, 100% de Poder)
- Androide N°16
- Androide N°17
- Androide N°18
- Dr. Gero
- Cell (Imperfecto, Semi Perfecto, Perfecto, Súper Perfecto)
- Cell Jr.
- Majin Buu
- Súper Buu (Base, Absorciones: Piccolo y Gotenks; y Gohan adulto)
- Kid Buu
- Dabra (Base, Voluntad Demoníaca)
- Gogeta Super Saiyajin 4
- Yi Shenron (Base, Omega Shenron)
- Cooler (4ª Forma, Forma Final, Metal Cooler)
- Broly (Súper Saiyajin Restringido, Súper Saiyajin Legendario)
- Bardock (Base)

## Lanzamiento

### Budokai 3
El juego fue lanzado oficialmente en Estados Unidos para la consola de PlayStation 2 el 16 de noviembre de 2004, posiblemente el 17 de noviembre de ese año en México, el 26 de noviembre en Australia, el 3 de diciembre de 2004 en Europa. Dos meses después, Japón le dio su último lanzamiento el 10 de febrero de 2005.

### Dragon Ball Z: Budokai HD Collection
Fue puesto a la venta el 1 de noviembre de 2012 en Australia, el 2 de noviembre en Europa, y el 6 de noviembre de 2012 en América del Norte.

## Recepción
El juego recibió críticas muy superiores a sus predecesores Dragon Ball Z Budokai y Dragon Ball Z Budokai 2, contando con un 77/100 en Metacritic. Esto puede ser por el hecho de que muchos críticos consideraron que el juego mejoró mucho en la jugabilidad y no solo en los gráficos.

### Ventas
El juego vendió 642.000 en Japón durante 2005 según la revista Famitsu, mientras que en los Estados Unidos se vendieron 1,14 millones de copias.